# Křížová cesta (Adršpach)
Křížová cesta v Adršpachu na Náchodsku vede přírodní rezervací Křížová cesta po lesní cestě mezi skalami na Křížový vrch, který je 1,5 kilometrů severovýchodně od Dolního Adršpachu. Je chráněna jako nemovitá kulturní památka České republiky.

## Historie

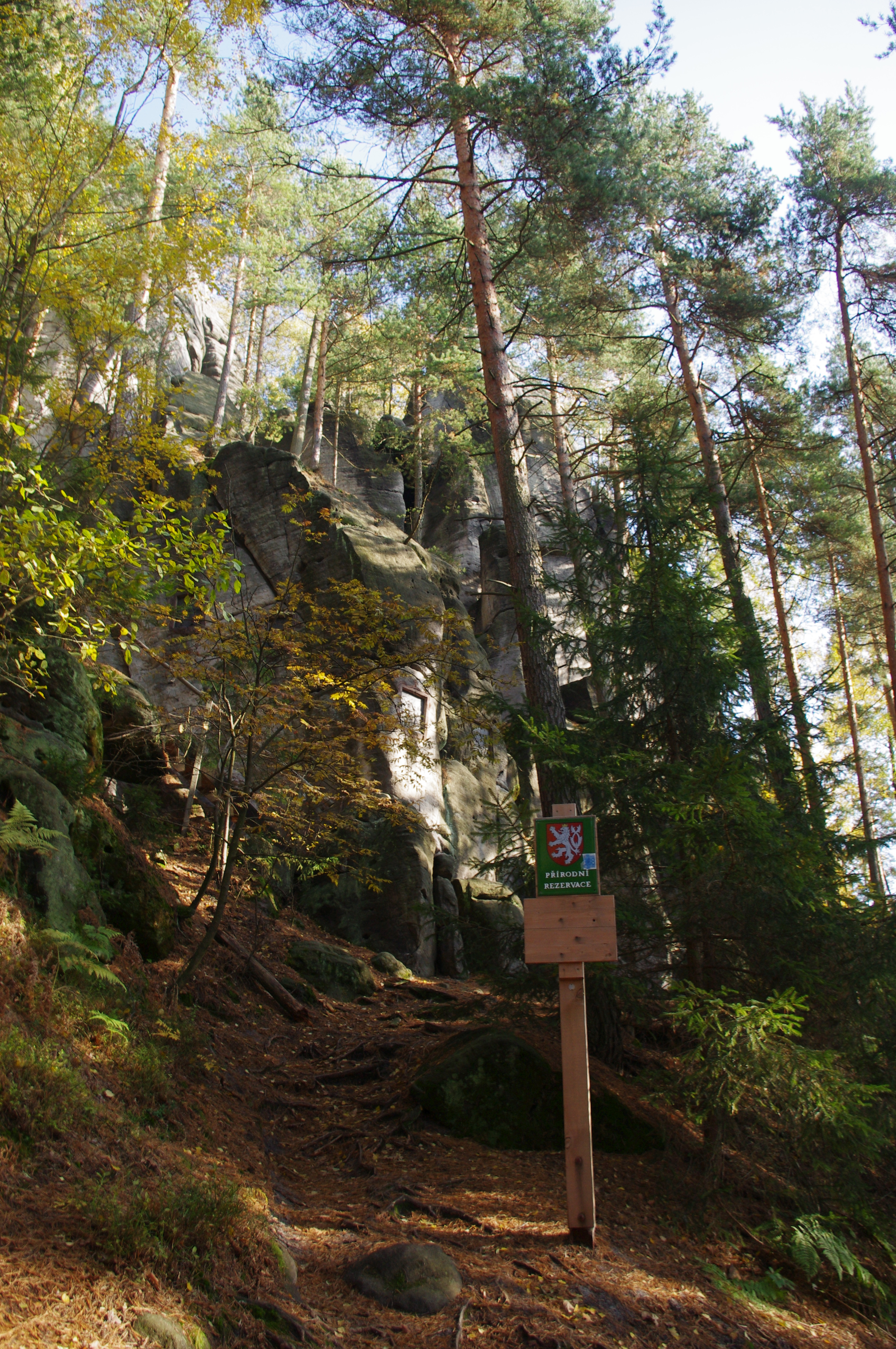
Vstup na Křížovou cestu

Křížovou cestu tvoří litinové, částečně polychromované reliéfy zasazené do skal (formou bas-reliéfu), zhotovené v 17. století.
Na vrcholu skal je umístěný železný kříž z roku 1857 na pískovcovém podstavci s plastikami svaté Anny, Josefa a Jana Nepomuckého.